# 두레마을
두레마을은 두레 공동체 이념을 실천할 수 있는 환경친화적인 농촌조성과 농·축·임산물의 생산과 유통에 관련된 기술개발보급, 교육훈련 등 목적으로 1999년 4월 12일 설립된 대한민국 농림수산식품부 소관의 사단법인이다. 사무실은 경상남도 함양군 함양읍 죽림리 817-3에 있다.

## 주요 사업
- 교육사업
- 연구사업
- 연구지발간사업
- 위탁시험사업